# Piezogaster ashmeadi
Piezogaster ashmeadi är en insektsart som först beskrevs av Montandon 1899.  Piezogaster ashmeadi ingår i släktet Piezogaster och familjen bredkantskinnbaggar. Inga underarter finns listade i Catalogue of Life.